# Haworthia glabrata
Haworthia glabrata là một loài thực vật có hoa trong họ Măng tây. Loài này được (Salm-Dyck) Baker mô tả khoa học đầu tiên năm 1880.

## Hình ảnh

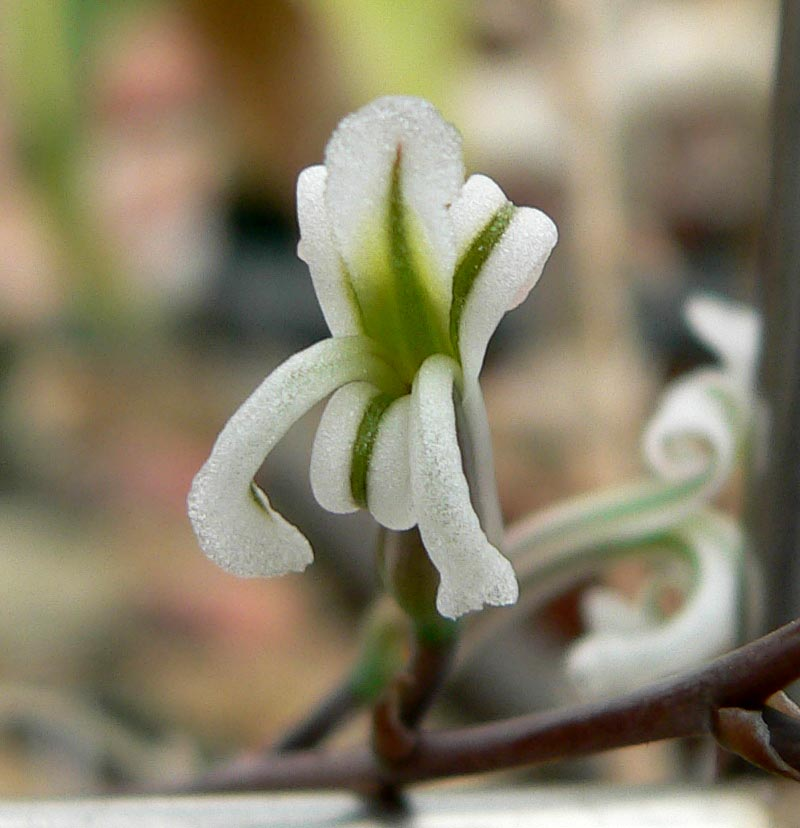